# Mediolata oleariae
Mediolata oleariae är en spindeldjursart som beskrevs av Charles Thorold Wood 1971. Mediolata oleariae ingår i släktet Mediolata och familjen Stigmaeidae. Inga underarter finns listade i Catalogue of Life.